# Borgo
Borgo (korziško U Borgu) je naselje in občina v francoskem departmaju Haute-Corse regije - otoka Korzika. Leta 2007 je naselje imelo 7.030 prebivalcev.

## Geografija
Kraj leži v severovzhodnem delu otoka Korzike na hribu, ki dominira nad obalo Tirenskega morja, 19 km jugozahodno od središča Bastie.
Na ozemlju občine se nahaja del naravnega rezervata l'Étang de Biguglia.

## Uprava
Borgo je sedež istoimenskega kantona, v katerega so poleg njegove vključene še občine Biguglia, Lucciana in Vignale s 13.979 prebivalci.
Kanton Borgo je sestavni del okrožja Bastia.

## Zgodovina
Februarja 1738 so se na otoku na zahtevo Genove izkrcale francoske ekspedicijske sile pod poveljstvom generala Boissieuxa, da bi razorožile korziško vojsko. Pohod je 13. decembra 1738 v Borgu utrpel grenak poraz, imenovan « Korziške večernice » (Vêpres corses). 
Od 8. do 10. oktobra 1768 se je na ozemlju Borga odvijala bitka, v kateri je vojska Korziške republike pod Pascalom Paolijem uspela osvojiti mesto, v katerem se je v pričakovanju okrepitev nahajala francoska vojaška enota 700 ljudi.
31. julija 1944 se je iz Borga na svoj zadnji polet odpravil francoski letalec in pisatelj Antoine de Saint-Exupéry, izginil v bližini otoka Île de Riou pri Marseilleu.

## Zanimivosti
- baročna cerkev Marijinega oznanenja iz 17. stoletja,
- marmorni spomenik, postavljen v čast zmage vojske korziškega domoljuba Pascala Paolija nad vojsko Francoskega kraljestva oktobra 1768,
- naravni rezervat l'Étang de Biguglia.